# Girnar
Girnar (également connu sous le nom de Girnar Hill ou Girinagar) est un massif montagneux situé dans le district de Junagadh, dans l'État de Gujarat, en Inde. Il se trouve près de Junagadh, à une distance de 327 km d'Ahmedabad.
Girnar est un lieu sacré ancien, bien avant la période Dholavira et Mohenjo-daro, son origine peut être retracée dans le Véda et autres textes sacrés de différentes religions basées dans la vallée de l'Indus. La montagne est considérée comme sacrée. C'est un important lieu de pèlerinage pour les hindous et jaïns, qui se réunissent ici pendant la fête du Parikrama Girnar. Elle est aussi célèbre parmi les dévots de Shiva. Le lieu attire différentes sectes telles que les Sadhu Babas, la secte Nath. 

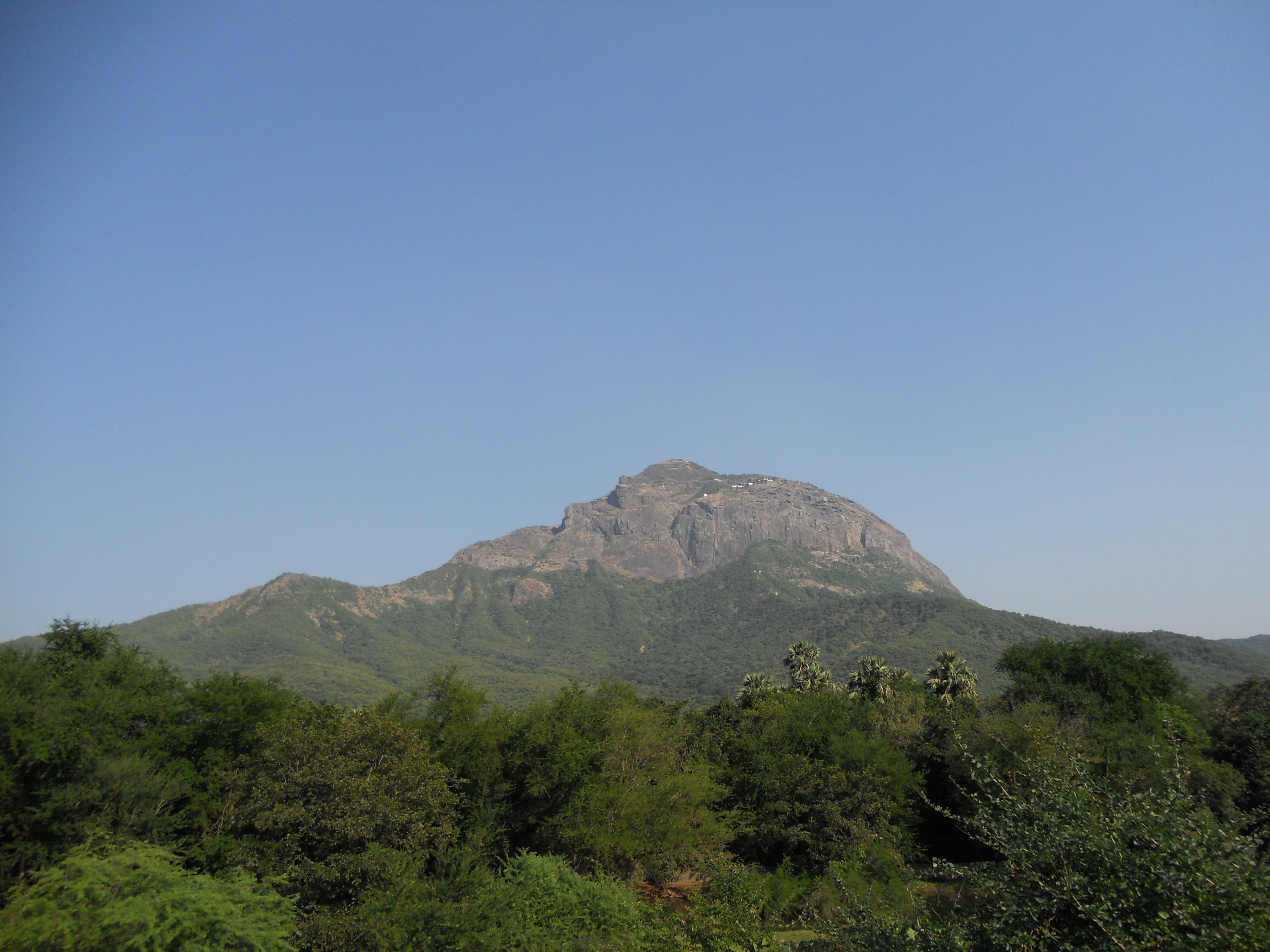
Vue du point culminant du massif depuis Bhavnath.